# Traffic Light Protocol
Traffic Light Protocol（トラフィック ライト プロトコル、TLP）は、情報セキュリティの分野において、関係者の間で情報共有を行う際に、その情報の取り扱い上の注意点を明らかにするためのプロトコルである。

## 解説
異なる組織の様々な関係者間における情報共有を促進し、インシデント対処等における連携を強化する目的で策定された。
2000年代にイギリスの政府機関で用いられていたとされるが、2016年にFIRSTによってガイドラインが示された。現在は2022年に標準化されたVer2.0が最新版である。

## 標示
情報の発信者は、発信する文書の適切な位置に、以下の４色の標示を配置することにより、受信者に対して、その情報の機密性を示さなければならない。
- TLP:RED  - 受信者限り

この情報の受信者は、この情報を誰にも共有してはならない。
- TLP:AMBER+STRICT  - 組織内限り

この情報の受信者は、受信者が所属する組織の中だけで情報を共有できる。
- TLP:AMBER  - 限定公開

この情報の受信者は、所属する組織と、その取引先にのみ情報を共有できる。
- TLP:GREEN  - コミュニティ内での共有可

特定のコミュニティにおいて広く共有されることが望ましい情報
- TLP:CLEAR  - 制限なし